# Chojnów
Chojnów (en alemán: Haynau) es una pequeña ciudad, ubicada a orillas del río Skora, en el voivodato de Baja Silesia (distrito de Legnica), Polonia.

## Municipio
La primera referencia de Chojnów data de 1272 (como un asentamiento, "Haynow"). En 1288, es ya calificado como ciudad (civitas) en documentos del Príncipe de Legnica, Henryk V Gruby, y pronto, en 1333 recibe los privilegios de ciudad.
Chojnów se ubica a 18 km de Legnica (este, a 26 km de Bolesławiec (oeste) y a 18 km de Złotoryja (sur). A 5 km conecta con la autopista A-4, y pose líneas de ferrocarril hacia Bolesławiec y Legnica
La economía del municipio se basa en la industria y la agricultura, destacando la fabricación de productos como papel y derivados, maquinaría agrícola, cadenas, mobiliario en metal destinado a hospitales, equipamiento para la industria cárnica, cerveza, vino, cuero y textil.
Además de diversos monumentos de interés, Chojnów cuenta con el castillo del Principado de Legnica, que data del siglo XIII y hoy utilizado como museo, dos iglesias antiguas, la Baszta Tkaczy (Torre del tejedor) y fragmentos del muro de la ciudad que aún hoy se conservan.
El mayor espacio verde de la ciudad es el pequeño bosque Parque Piastowski (Parque Piast), que fue llamado así por la Dinastía Piast, como parte de la propaganda comunista contra Alemania tras su adhesión a Polonia, siguiendo lo pactado en la Conferencia de Potsdam. Desde la Baja Edad Media hasta 1945, Haynau (Chojnów) contaba con población alemana y, había sido parte del Imperio Alemán y la República de Weimar.
En el área municipal de la ciudad, habitan animales salvajes como zorros y conejos, además de aquellos domesticados, especialmente gatos.
El gobierno municipal edita semanalmente desde 1992 un diario, el Gazeta Chojnowska.
Todos los años, a principios de junio, se celebran los días de Chojnów (Dni Chojnowa). Durante los últimos años, también, se ha venido organizando una competición de ciclismo que atrae a campeones de toda Polonia.

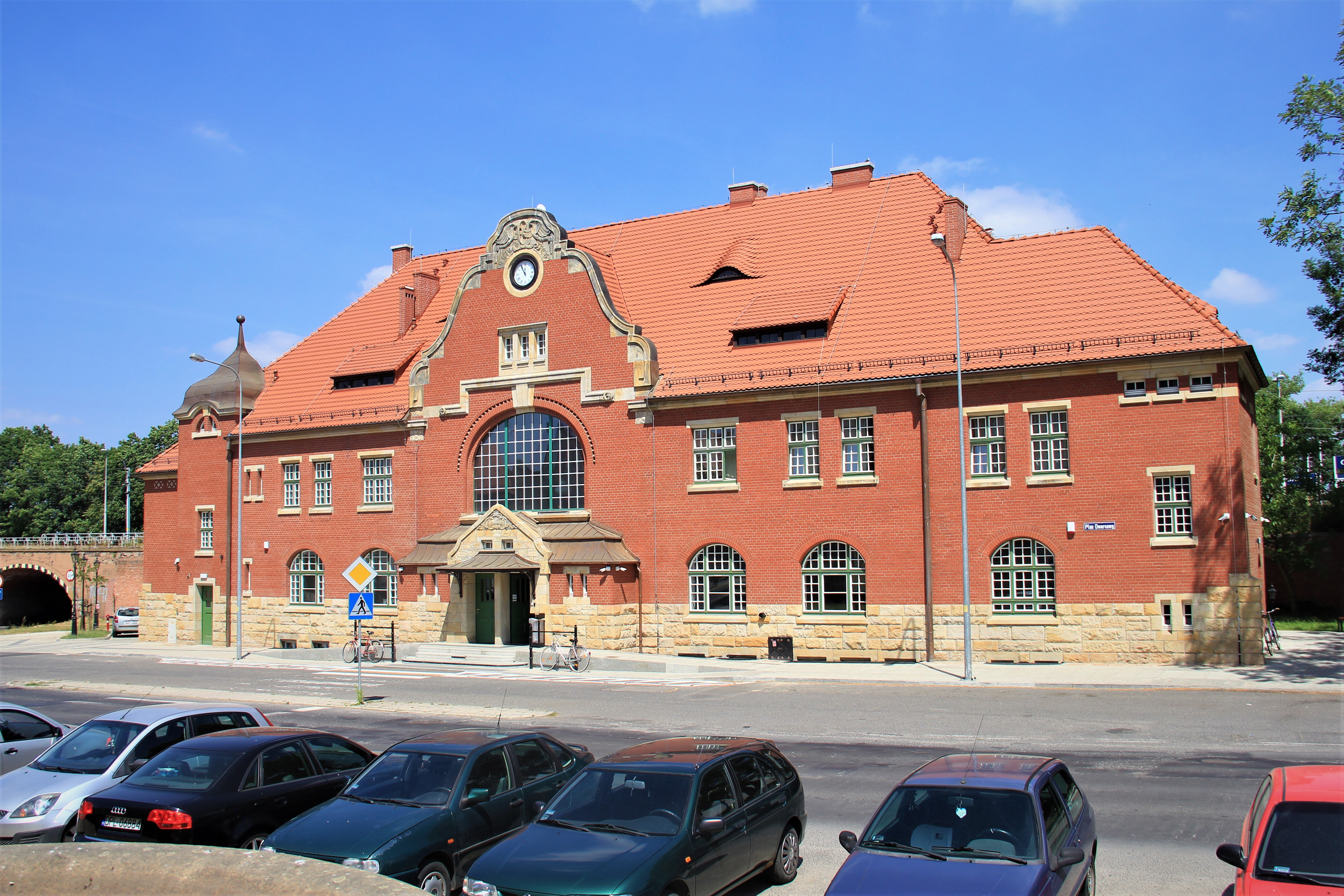
Estación de trenes
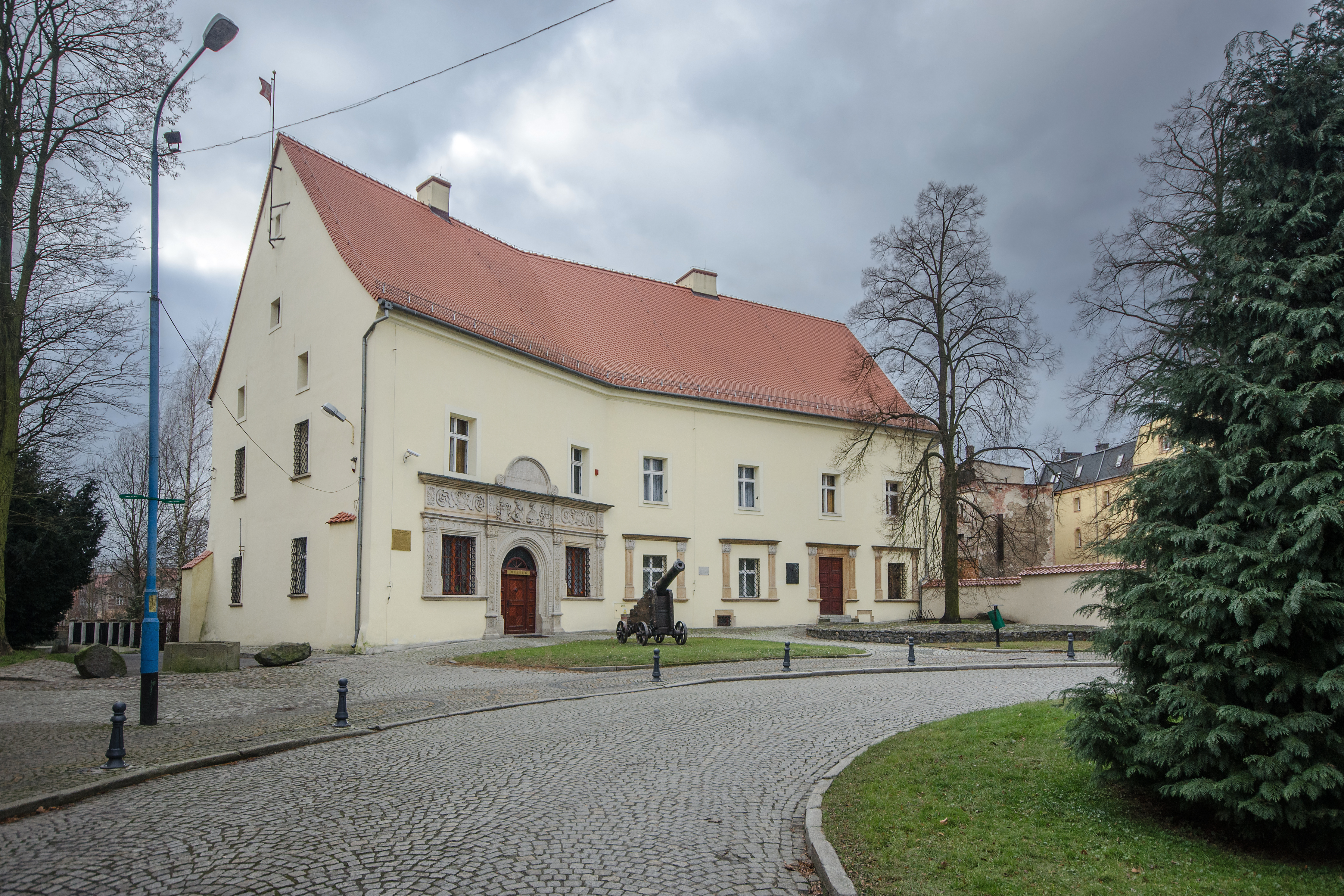
Museo de Chojnów
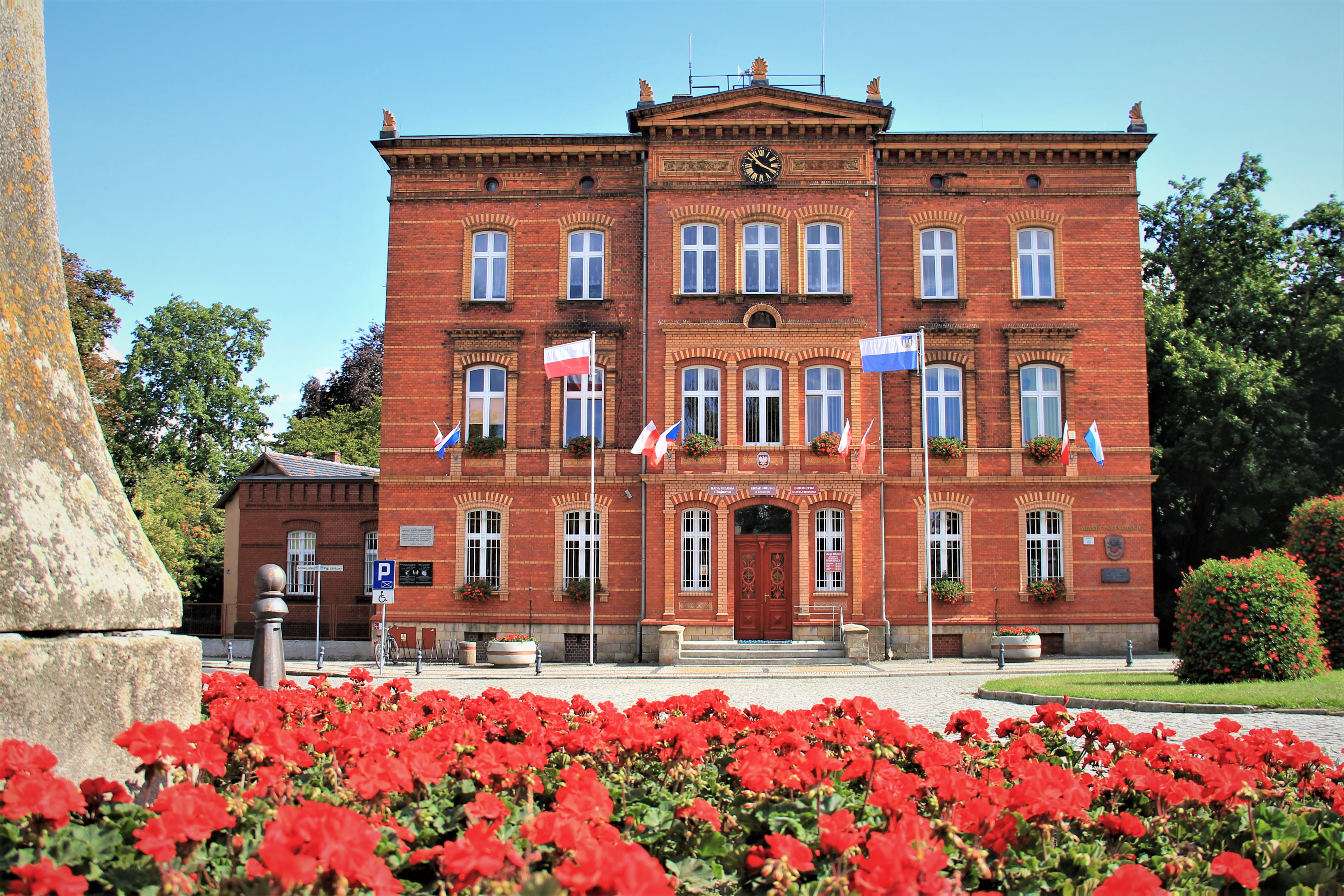
Ayuntamiento de Chojnów

## Personajes célebres
- Horst Mahler, antiguo integrante de la Fracción del Ejército Rojo. En la actualidad, activista neonazi.
- Georg Michaelis, político, Canciller de Alemania en 1917.
- Bogusław Bidziński, cantante de ópera.

## Ciudades hermanadas
- Egelsbach, Alemania
- Commentry, Francia